# Renault RE30
Der Renault RE30 ist ein Formel-1-Rennwagen von Renault aus dem Jahr 1981. Er markierte den endgültigen Aufstieg des Herstellers zum Spitzenteam der frühen 1980er-Jahre.
Der Wagen kam in der zweiten Hälfte der Saison 1981, der kompletten Saison 1982 (als RE30B) sowie zu den ersten Rennen der Saison 1983 (RE30C) zum Einsatz. Es wurden keine RE30 an Kundenteams verkauft. Alle Fahrzeuge wurden von einem Renault-Gordini-EF1-Turbomotor angetrieben.

## Geschichte

### Hintergrund
Renault hatte Mitte 1977 mit dem RS01 in der Formel 1 debütiert und nutzte als erstes Team die seit 1966 erlaubten Motoren mit Turboaufladung. Die ersten Jahre mit dem nur begrenzt konkurrenzfähigen Chassis und der notorischen Unzuverlässigkeit des Motors waren schwierig und ließen den Rennstall Ziel von Spott sowohl der Presse als auch der anderen Teams werden. Mit Jean-Pierre Jabouille, der sich als hervorragender Entwicklungsfahrer herausstellte, gelang es bis Anfang 1979 den Antrieb zu einem konkurrenzfähigen Aggregat weiterzuentwickeln, wodurch eine Pole-Position beim Rennen in Südafrika erzielt wurde. Der RS01 wurde zur Saisonmitte durch den modernen Renault RS10 ersetzt, mit dem das Team beim Großen Preis von Frankreich einen Doppelsieg nur knapp verfehlte. Dieses Ergebnis auf der sehr schnellen Strecke von Dijon-Prenois hatte gezeigt, dass sich Renault mit der Turbotechnologie klar auf dem Weg an die Spitze befand und für die Konkurrenz mit regulären Saugmotoren allmählich zu einem ernsthaften Gegner heranwuchs.

### Renneinsätze (1981–1983)
Der RE30 erschien beim Großen Preis von Monaco 1981 erstmals auf einer Rennstrecke. Prost und Arnoux qualifizierten sich im Mittelfeld, fielen beide aber im Laufe des Rennens aus. Danach stiegen die Leistungen insbesondere Prosts aber deutlich an und bereits zwei Rennen später gewann er den Großen Preis von Frankreich, was der erste Sieg des späteren viermaligen Weltmeisters in der Formel 1 war. Er gewann im Laufe der Saison noch zwei weitere Rennen und hatte rechnerisch bis zum vorletzten Rennen in Kanada, in dem er nach einer Kollision ausfiel, noch theoretische Chancen auf den WM-Titel. Arnoux dagegen fiel in seinen Leistungen hinter seinen Teamkollegen zurück und erzielte als bestes Saisonergebnis nur eine einzelne Podestplatzierung als Zweiter in Österreich. Am Saisonende belegte Prost den fünften Rang in der Fahrerwertung, Arnoux wurde Neunter. In der Konstrukteursmeisterschaft wurde Renault Dritter.
Zu Beginn der Saison 1982 galten Renault und Prost mit dem RE30B als Favoriten auf die Meisterschaftstitel. Prost gewann die ersten beiden Saisonrennen in Südafrika und Brasilien souverän. In der weiteren Saison blieb die mangelnde Zuverlässigkeit aber weiterhin die Achillesferse des Teams. Nach dem verheißungsvollen Auftakt vergingen sieben Rennen mit fünf Pole-Positions ohne eine einzige Zielankunft der Renault-Piloten. Erst in der zweiten Saisonhälfte besserte sich die Lage; Arnoux gewann in Frankreich und Italien, während Prost lediglich noch zwei zweite Plätze und zwei weitere Punktplatzierungen erreichte. In den Titelkampf konnten beide Piloten somit nicht mehr eingreifen. Prost kam am Ende mit 34 Punkten auf den vierten, Arnoux mit 28 Punkten auf den sechsten Platz der Fahrerwertung. Renault wiederholte das Vorjahresergebnis bei den Konstrukteuren als Dritter.
1983 wechselte Arnoux zu Ferrari, die im Vorjahr als erstes Team mit einem Turbomotor die Konstrukteursmeisterschaft gewonnen hatte. Renault holte dafür den US-Amerikaner Eddie Cheever ins Team, dessen Vertrag nach nur einer Saison bei der Équipe Ligier nicht verlängert worden war. Der RE30C kam nur zu zwei Rennen zum Einsatz und wurde schließlich vom Nachfolger Renault RE40 abgelöst.

## Technik

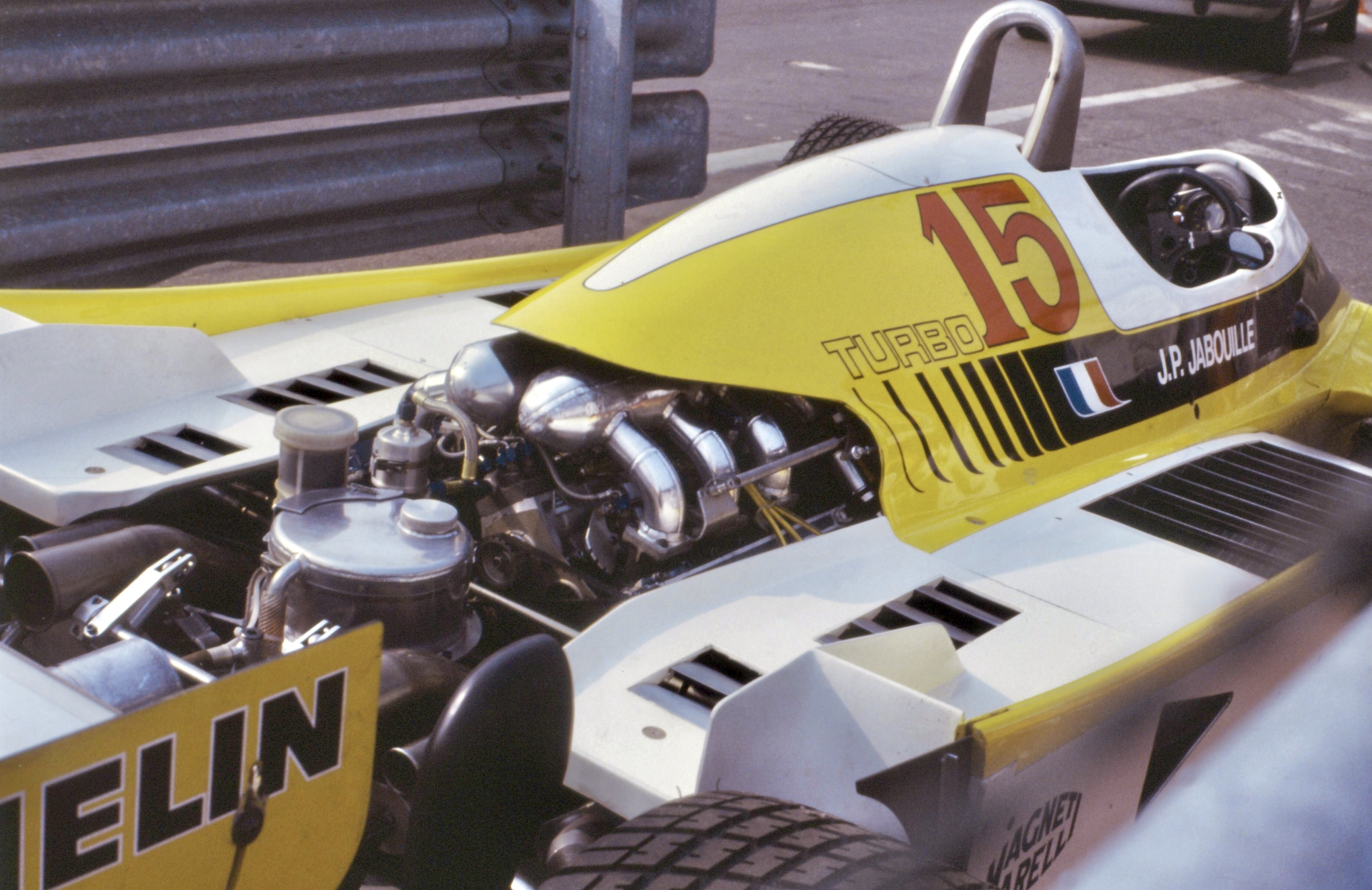
Blick in den Motorraum

Der Renault RE30 war ein neues Fahrzeug und basierte nur noch in Teilen auf dem Vorgänger Renault RE20 – eine Gruppe um den technischen Direktor François Castaing, den Chefdesigner Michel Tétu und Chefaerodynamiker Marcel Hubert modernisierte das Fahrzeug vollumfänglich. Der Wagen verfügte wieder über ein Flügelprofil in den Seitenkästen (Wing Car), das unter Ausnutzung des negativen Bodeneffekts zusätzlichen Anpressdruck generierte. Charakteristisch waren die Winglets auf der Fahrzeugoberseite vor den Hinterrädern. In der Saison 1982 wurde der Frontflügel teilweise weggelassen, da er aufgrund der Fortschritte in der Bodeneffekt-Technologie nicht mehr nötig war und oft nur noch aus Balancegründen an den Fahrzeugen angebracht wurde. Nach dem Verbot der Wing Cars zur Saison 1983 wurde eine neue Fahrzeugnase mit großem Flügel entwickelt und wieder ein regulärer, flacher Unterboden in den Seitenkästen verwendet. Die Chassis wurden im Renault-Werk in Viry-Châtillon bei Paris aufgebaut.
Für die Motorisierung kam der Renault-Gordini-EF1-Sechszylindermotor mit 1,5 Litern Hubraum, Bi-Turbolader und 90° Zylinderbankwinkel zum Einsatz, der seit seiner Einführung 1977 kontinuierlich weiterentwickelt wurde. Der Herstellername weist auf Amedée Gordini hin, der in den 1950er Jahren ein eigenes Formel-1-Team unterhalten hatte und später die Motorsportaktivitäten Renaults verantwortete. Die Bezeichnung EF1 nimmt Bezug auf den engen Entwicklungspartner Elf Aquitaine. Der Motor war als tragendes Teil in das Monocoque einbezogen. Die Antriebskraft wurde über ein Hewland-Getriebe an die Hinterräder übertragen. Reifenlieferant war Michelin.

## Lackierung und Sponsoring
Die RE20 erschienen dem Corporate Design Renaults entsprechend in einem hellen Gelb mit schwarzen, roten und weißen Akzenten. Hauptsponsor war Elf Aquitaine, kleinere Nebensponsoren Tissot und Magneti Marelli. Dieses Design blieb während der gesamten Zeit des ersten Renault-Werksteams von 1977 bis 1985 größtenteils unverändert.

## Galerie

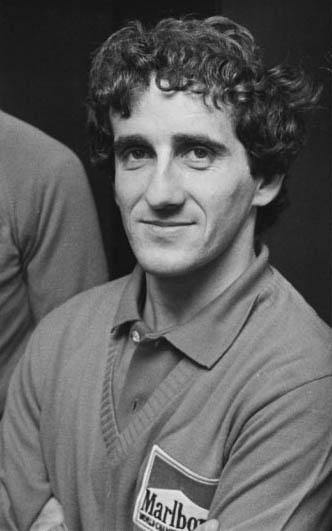
Klare Chancen im Titelkampf: Alain Prost
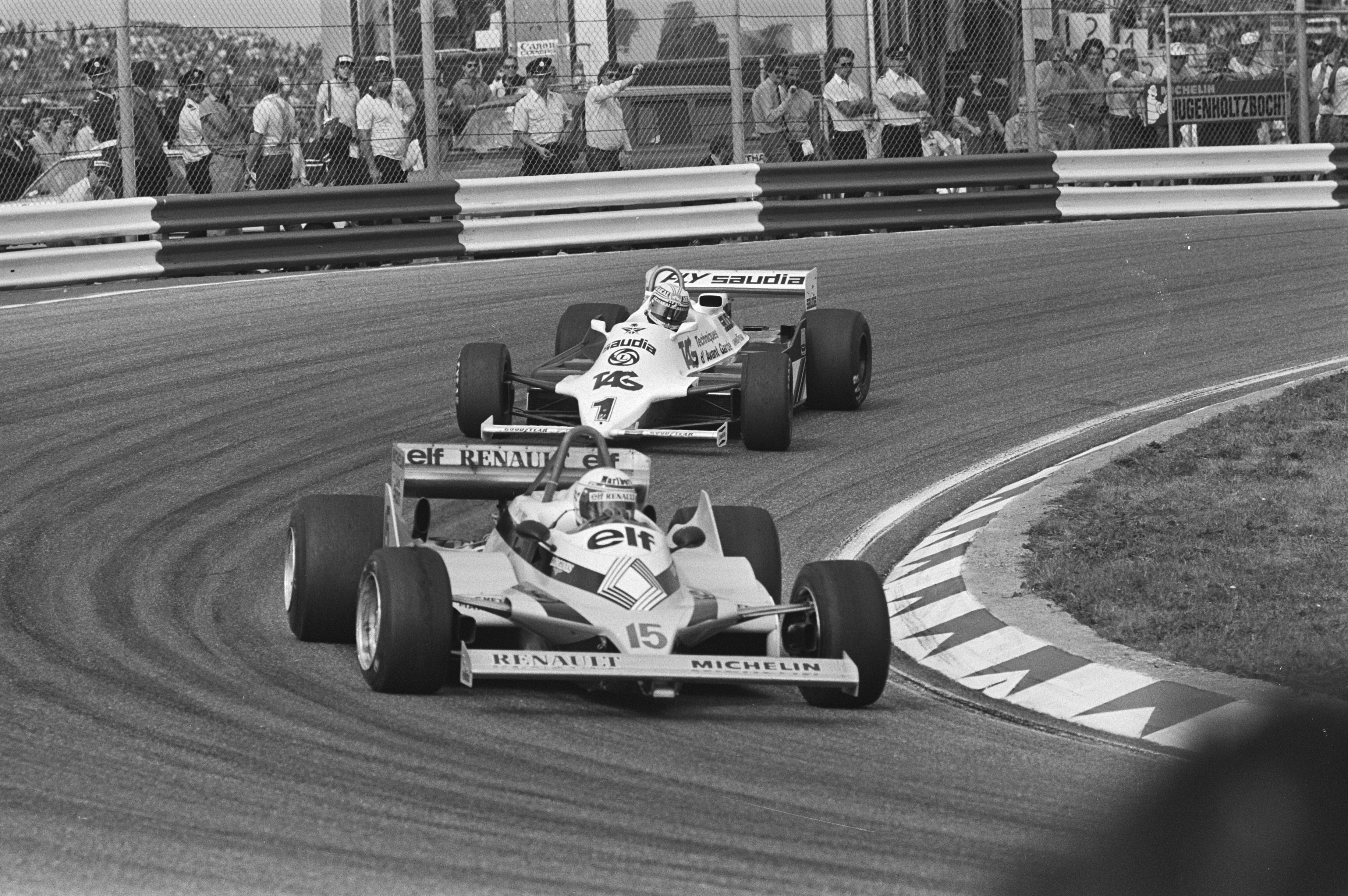
Arnoux im Kampf mit Jones, 1981
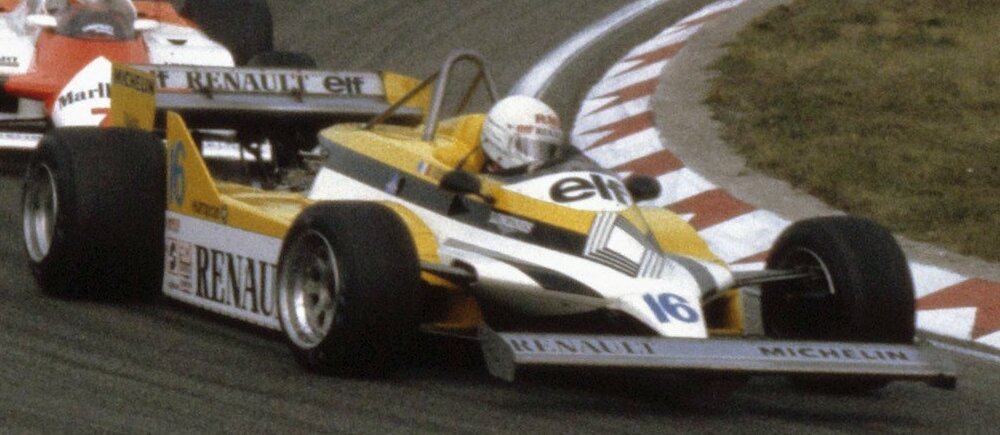
Arnoux in Zandvoort, 1981

## Ergebnisse
| Fahrer               | Nr.                  | 1   | 2   | 3   | 4   | 5   | 6   | 7   | 8   | 9   | 10  | 11  | 12  | 13  | 14  | 15  | 16  | Punkte | Rang |
| -------------------- | -------------------- | --- | --- | --- | --- | --- | --- | --- | --- | --- | --- | --- | --- | --- | --- | --- | --- | ------ | ---- |
| Formel-1-Saison 1981 | Formel-1-Saison 1981 |     |     |     |     |     |     |     |     |     |     |     |     |     |     |     |     | 54     | 3.   |
| Alain Prost          | 15                   |     |     |     |     |     | DNF | DNF | 1   | DNF | 2   | DNF | 1   | 1   | DNF | 2   |     | 54     | 3.   |
| René Arnoux          | 16                   |     |     |     |     |     | DNF | 9   | 4   | 9   | 13  | 2   | DNF | DNF | DNF | DNF |     | 54     | 3.   |
| Formel-1-Saison 1982 | Formel-1-Saison 1982 |     |     |     |     |     |     |     |     |     |     |     |     |     |     |     |     | 62     | 3.   |
| Alain Prost          | 15                   | 1   | 1   | DNF | DNF | DNF | 7   | NC  | DNF | DNF | 6   | 2   | DNF | 8   | 2   | DNF | 4   | 62     | 3.   |
| René Arnoux          | 16                   | 3   | DNF | DNF | DNF | DNF | DNF | 10  | DNF | DNF | DNF | 1   | 2   | DNF | 16  | 1   | DNF | 62     | 3.   |
| Formel-1-Saison 1983 | Formel-1-Saison 1983 |     |     |     |     |     |     |     |     |     |     |     |     |     |     |     |     | 79     | 2.   |
| Alain Prost          | 15                   | 7   |     |     |     |     |     |     |     |     |     |     |     |     |     |     |     | 79     | 2.   |
| Eddie Cheever        | 16                   | DNF | 13  |     |     |     |     |     |     |     |     |     |     |     |     |     |     | 79     | 2.   |

| Legende  | Legende            | Legende                                                          |
| Farbe    | Abkürzung          | Bedeutung                                                        |
| -------- | ------------------ | ---------------------------------------------------------------- |
| Gold     | –                  | Sieg                                                             |
| Silber   | –                  | 2. Platz                                                         |
| Bronze   | –                  | 3. Platz                                                         |
| Grün     | –                  | Platzierung in den Punkten                                       |
| Blau     | –                  | Klassifiziert außerhalb der Punkteränge                          |
| Violett  | DNF                | Rennen nicht beendet (did not finish)                            |
| Violett  | NC                 | nicht klassifiziert (not classified)                             |
| Rot      | DNQ                | nicht qualifiziert (did not qualify)                             |
| Rot      | DNPQ               | in Vorqualifikation gescheitert (did not pre-qualify)            |
| Schwarz  | DSQ                | disqualifiziert (disqualified)                                   |
| Weiß     | DNS                | nicht am Start (did not start)                                   |
| Weiß     | WD                 | zurückgezogen (withdrawn)                                        |
| Hellblau | PO                 | nur am Training teilgenommen (practiced only)                    |
| Hellblau | TD                 | Freitags-Testfahrer (test driver)                                |
| ohne     | DNP                | nicht am Training teilgenommen (did not practice)                |
| ohne     | INJ                | verletzt oder krank (injured)                                    |
| ohne     | EX                 | ausgeschlossen (excluded)                                        |
| ohne     | DNA                | nicht erschienen (did not arrive)                                |
| ohne     | C                  | Rennen abgesagt (cancelled)                                      |
| ohne     | keine WM-Teilnahme |                                                                  |
| sonstige | P/fett             | Pole-Position                                                    |
| sonstige | 1/2/3/4/5/6/7/8    | Punktplatzierung im Sprint-/Qualifikationsrennen                 |
| sonstige | SR/kursiv          | Schnellste Rennrunde                                             |
| sonstige | *                  | nicht im Ziel, aufgrund der zurückgelegten Distanz aber gewertet |
| sonstige | ()                 | Streichresultate                                                 |
| sonstige | unterstrichen      | Führender in der Gesamtwertung                                   |